# Канадео, Тони
Энтони Роберт Канадио (5 мая 1919, Чикаго, Иллинойс — 29 ноября 2003, Грин-Бей, Висконсин) — профессиональный игрок в американский футбол, игравший на позиции хафбек в Национальной футбольной лиге за команду «Грин-Бей Пэкерс» с 1941 по 1952 годы. Он пропустил сезон 1945 года и почти весь сезон 1944 из-за службы в армии США в течение Второй Мировой Войны. Он играл в студенческий футбол в университете Гонзага, где получил прозвище «Серый призрак Гонзаги». Выбранный «Пэкерс» в 1941 году, Канадео играл на множестве позиций, раннинбек, квотербек, дефенсив бэк, пантер и специалист по возврату.
До войны[какой?] Канадео был многогранным игроком, успешным на выносе, пасе и панте. В 1943 году в «Пэкерс» он лидировал в набранных ярдах на выносе и пасе. После возвращения со службы он в основном играл на позиции раннинбека и в 1949 году стал третьим в истории лиги игроком набравшим больше 1000 ярдов за сезон. Он покинул команду, являясь рекордсменом в ярдах на выносе и к 2016 году занимает 4 место в этом показатели среди футболистов «Пэкерс». «Пэкерс» незамедлительно сообщили о том, что номер 3 навсегда остаётся за Тони Канадио, как только он объявил о завершении карьеры. Канадио был внесён в Зал Славы Профессионального Футбола в 1974 году.